# السيرة الذاتية في الأدب
لدى دراسة الأدب، غالبًا ما تكون السيرة الذاتية وعلاقتها بالأدب موضوعًا في النقد الأدبي، وثمة أشكال مختلفة لتناوُلها. يعمد منهجان أكاديميان إلى استخدام السيرة الذاتية أو مقاربات السيرة الذاتية للماضي بوصفها أداةً لتفسير الأدب: السيرة الذاتية الأدبية ونقد السيرة الذاتية. علاوة على ذلك، يُكثر جنسان من الأدب الروائي من الاعتماد على تضمين عناصر السيرة الذاتية في محتواهما، وهما السيرة الذاتية التخيليّة والتخيّل الذاتي.

## السيرة الذاتية الأدبية
تُعدّ السيرة الذاتية الأدبية استكشافًا لسيرة الكتّاب والفنانين الذاتية. وأحيانًا قد تكون السير الذاتية للفنانين والكتاب من أكثر أصناف السيرة الذاتية تعقيدًا. إذ ينبغي على مؤلف السيرة الذاتية الكتابة عن الشخصية موضوع السيرة الذاتية الأدبية، كما يجب عليه مناقشة أعمال تلك الشخصية الأدبية في السيرة الذاتية نفسها. ويجب على مؤلّفي السيرة الذاتية الأدبية تحقيق التوازن بين التعليق على الأعمال الأدبية وكمّ محتوى السيرة الذاتية بهدف تقديم سردية متّسقة. ويتأثر هذا التوازن بمقدار عناصر السيرة الذاتية الواردة في الأعمال الأدبية للكاتب قيد الدرس. وتنهض العلاقة الوثيقة بين المؤلّفين ومنتَجهم على الأفكار التي تربط بين النفس البشرية والأدب، ويمكن دراستها من خلال نظرية التحليل النفسي.
ثمة مَيل في السيرة الذاتية الأدبية إلى إدراج عدد وافر من مصادر السيرة الذاتية الشخصية. أشارت إليزابيث لونغفورد، كاتبة سيرة ويلفريد بلانت، إلى أن «الكتاب ذوو بلاغة وينزِعون إلى توفير مصادر واضحة يحرص كاتبو السيرة الذاتية على استخدامها». بالرغم من ذلك، فإن بعض الكتاب والفنانين يبذلون كلّ ما في وسعهم لثني الآخرين عن كتابة سيرهم الذاتية، مثلما كان الحال مع كافكا، وإيليوت، وأورويل، وأودن. صرّح أودن بقوله: «السير الذاتية للكُتَّاب، سواءً كتبها غيرهم أم أنفسهم، دائمًا ما تكون زائدة عن الحاجة، وعادة ما تكون تجربة خالية من الذوق.... لا يجب أن تحظى حياة الكاتب الشخصية باهتمام أحد سوى نفسه وعائلته وأصدقائه».
من أمثلة السير الذاتية الأدبية التي كانت موضع ترحيب تُذكر سيرة جيمس جويس للكاتب ريتشارد إيلمان، وسيرة مارسيل بروست لجورج بينتر.

## نقد السيرة الذاتية
يعمِد نقد السيرة الذاتية إلى اللجوء للمعلومات الشخصية في السيرة الذاتية لتسليط الضوء على الاختلاف المتأتّي عن التجربة بين المؤلف وجمهوره، وهكذا فهو يقدم نظرة أعمق لكيفية فهم ذلك العمل المحدد. 

## السيرة الذاتية التخيلية
تُعتبر السيرة الذاتية التخيلية نوعًا من الخيال التاريخي الذي يختار شخصية تاريخية ويعيد تقديم جوانبَ من حياتها، في حين يروي قصة خيالية، وعادةً ما يكون ذلك في الأفلام أو الروايات. قد تختلف العلاقة بين الجوانب الواقعية والخيالية من السيرة الذاتية في عدة مواضع من السيرة الذاتية التخيلية. ولكنها غالبًا ما تتضمن معلومات انتقائية وتتّسم بالرقابة الذاتية على الماضي. وفي معظم الأحيان تكون الشخصيات عبارة عن أناس حقيقيين أو مستمدّة من أشخاص حقيقيين، لكن الحاجة إلى التعبير «الحقيقي» يتخذ شكلًا أقل صرامة مما هو عليه في السيرة الذاتية.
يُفضي تعدد النظريات المختلفة المتّبعة في كتابة السيرة الذاتية التخيلية إلى أنواع مختلفة من المحتوى. إذ تقدّم بعض السِير نفسها بوصفها سردًا واقعيًا عن حياة الشخصية التاريخية المتناوَلة، مثل رواية لنكولن للكاتب غور فيدال. في حين تُنشئ السير الذاتية التخيلية الأخرى صوتَين متوازيين من السرد، يكون أحدهما في العالم المعاصر ويركز الآخر على تاريخ السيرة الذاتية، ومثال ذلك رواية إلى الصومَعة للكاتب مالكولم برادبري، والساعات للكاتب مايكل كانينغهام. بغض النظر عن الأسلوب المتّبع في رواية السيرة الذاتية التخيليّة، فعادة ما يبدأ الروائي عملية الكتابة بإجراء بحث تاريخي.
يلتقي تاريخ السير الذاتية التخيلية بروايات أواخر القرن التاسع عشر وأوائل القرن العشرين التي استمدت مادتها بشكل عام من حياة المشاهير، ولكن دون ذكرهم مباشرة، مثل رواية جورج ميريديث ديانا من كروسويز (1885)، ورواية سومرست موم القمر وستّ بنسات (1919). في أوائل القرن العشرين، أصبح هذا نوعًا متميزًا من الروايات التي تحدثت عن حياة الأفراد بشكل صريح.

## التخيل الذاتي
التخيل الذاتي هو عمل روائي يضمّن تجربة المؤلف الخاصة في القصة. ويسمح للمؤلفين ببثّ تجاربهم الخاصة والتفكير فيها. ومع هذا، لا يستلزم ذلك على الدوام الاقتران بين قراءة رواية التخيل الذاتي والمؤلف ذاته. يمكن التعامل مع هذه الكتب باعتبارها أعمالًا خيالية فريدة.
تتضمن رواية التخيل الذاتي أفكار ووجهة نظر الراوي والتي تبسط أسلوب تفكيره.